# Pandanus odorifer
Espèce
Pandanus odorifer est une espèce de plantes à fleurs de la famille des Pandanaceae. Son aire de répartition naturelle s'étend à Aldabra, en Asie tropicale et subtropicale. C'est un arbre qui pousse principalement dans le biome tropical humide. Il est communément connu sous le nom de fragrant screw-pine.

## Description
C'est un petit arbre dioïque ramifié, semblable à un palmier, au tronc flexible soutenu par des racines de renfort. L'arbre peut atteindre une hauteur de 4 m. Les feuilles poussent en grappes à l'extrémité des branches, avec des rosettes de feuilles odorantes, en forme d'épée, rigides (comme du cuir) et épineuses, d'un vert bleuâtre. Les feuilles sont glauques et mesurent 40 à 70 cm de long. En été, l'arbre porte des fleurs très parfumées, utilisées comme parfum. Il est intéressant de noter que Pandanus ne possède pas de paroi calleuse commune autour des tétrades de microspores pendant le développement du pollen.

## Répartition et habitat
Pandanus odorifer est une espèce monocotylédone aromatique originaire de Polynésie, d'Australie, d'Asie du Sud (îles Andaman) et des Philippines, et que l'on trouve également à l'état sauvage dans le sud de l'Inde et de la  Birmanie. P. odorifer pousse largement sur l'île de Saint-Martin au Bangladesh, bien que beaucoup de ces arbres aient été détruits par des initiatives de tourisme de masse. Au Yémen, on les trouve principalement le long des cours d'eau dans les contreforts de l'escarpement occidental ; ils sont plus fréquents dans les zones à fortes précipitations.

## Multiplication
L'arbre se multiplie par voie végétative, par les rejets de jeunes plants qui poussent à la base du tronc, mais on peut aussi le multiplier par semis. Dans la première méthode, les rejets doivent être coupés et enfouis dans du sable, à une température comprise entre 18 et 21 °C. Les boutures s'enracinent lentement et la croissance des plantes est très lente pendant un certain temps. Le traitement général requis pour la culture du tarin est similaire à celui des palmiers. Les arbres ont besoin d'eau abondante en été.
Selon le traité d'agriculture d'Ibn al-Awam du XIIe siècle, le « kadi » est cultivé d'une manière similaire à celle de l'arbre de Judée (« Cercis siliquastrum »).

## Autres utilisations
Les fleurs mâles parfumées sont enveloppées dans des feuilles et vendues au bord des routes et sur les marchés. Seules les plantes mâles semblent être présentes au Yémen. Certains suggèrent qu'il a été introduit au Yémen depuis l'Inde, où ses fleurs sont principalement utilisées pour fabriquer du parfum. Il s'agit d'une huile aromatique appelée kewra et un distillat parfumé appelé « keorra-ka-arak » . On les utilise presque exclusivement sous forme de distillat aqueux appelé eau de kewra. Ses fleurs dégagent une odeur douce et parfumée, agréablement proche de celle des roses, bien que le « kewra » soit considéré comme plus fruité. Le distillat dilué est relativement pur ; on peut l'utiliser à la cuillère à soupe.
La fleur de l'arbre ketaki n'est jamais offerte en offrande au dieu Shiva. Selon la mythologie hindoue, Shiva a maudit la fleur : elle ne sera jamais utilisée pour le vénérer, car elle a aidé Brahmā à mentir contre lui, puis Brahma a maudit qu'il ne serait jamais vénéré.
Sur l'île d'Ishigaki, au sud-ouest d'Okinawa, il est d'usage d'utiliser des parties de la plante comme offrande lors des festivités du Bon. Les pousses tendres peuvent également être consommées, bien que leur goût soit très astringent et qu'elles soient considérées comme immangeables sans blanchiment préalable. Cependant, lorsqu'elles sont correctement traitées, leur goût est similaire à celui des pousses de bambou.
Malgré son aspect d'ananas et son arôme sucré, le fruit est très fibreux et, bien que non toxique, il est généralement impropre à la consommation.

## Galerie

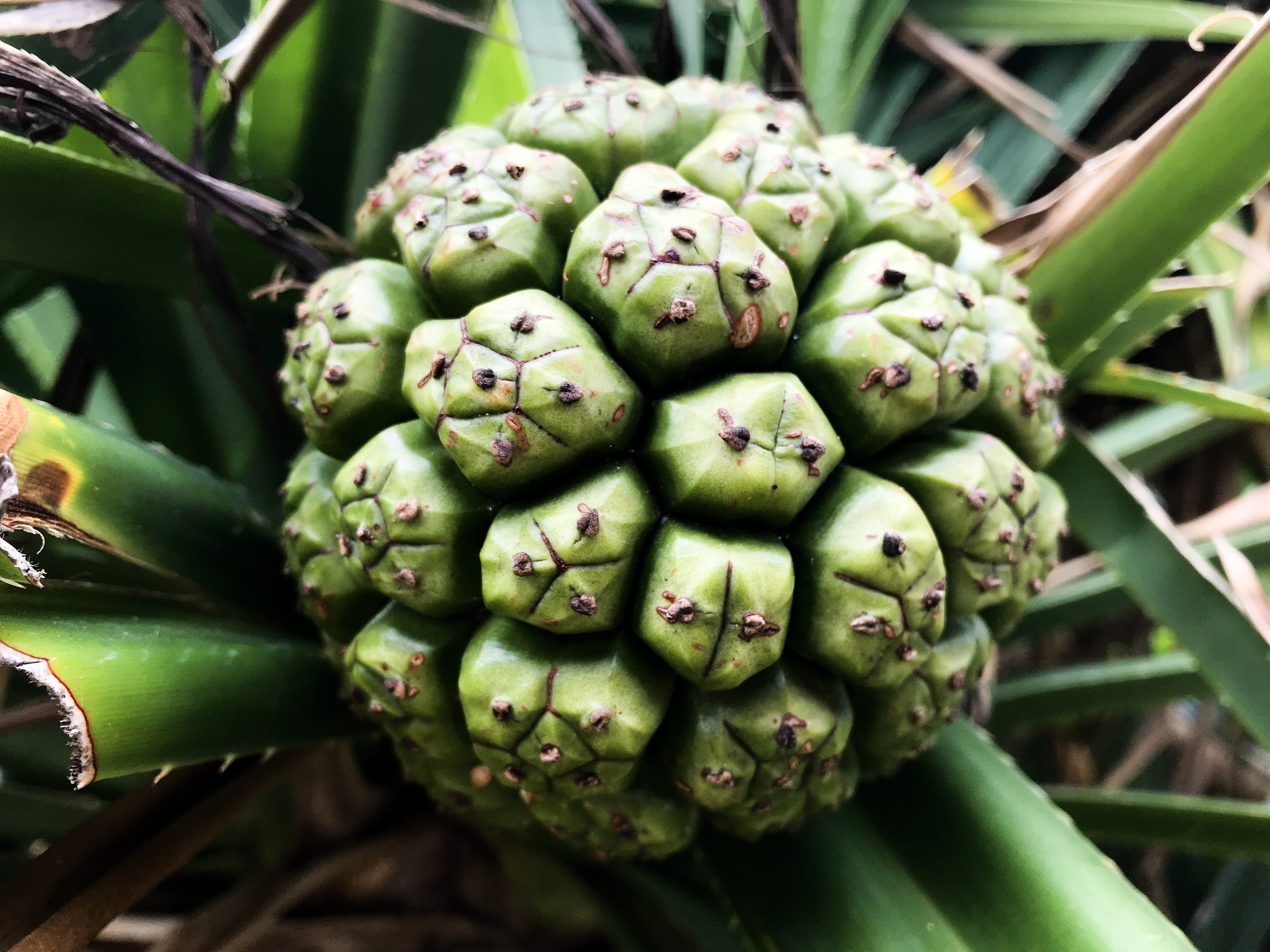
Pandanus odoratissimus  sur Miyakojima, préfecture d'Okinawae
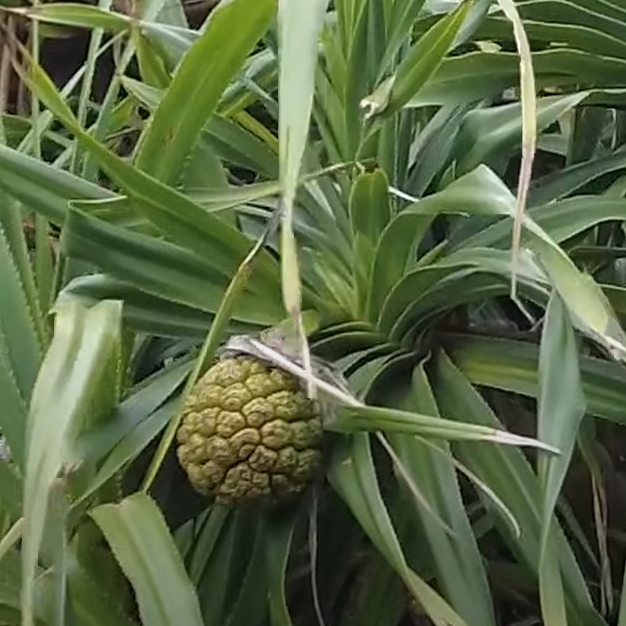
Adan on Takarajima (Southern Tokara Islands), Kagoshima prefecture.
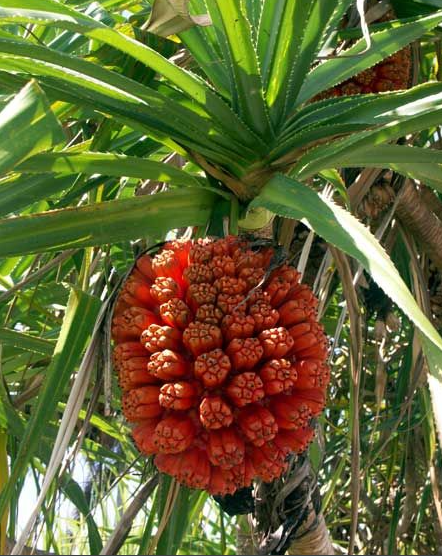
Fruit mûr de  Pandanus odoratissimus . Iloilo City, Philippines.

## Dénominations
Outre screw-pine, d'autres noms communs sont utilisés en anglais tels que kewda, fragrant screwpine, umbrella tree and screw tree.
En Inde, l'arbre porte une variété de noms, beaucoup dérivant du sanskrit « kētakī »en Kannada appelé ‘’ ಕೇದಿಗೆ’’   en Malayalam appelé pookkaitha et sa fleur connue sous le nom de thaazhampoo, en Tamil, on l'appelle kaithai (கைதை) et tāḻai (தாழை) et les deux sont mentionnés dans la littérature Sangam. On l'appelle « mogali » (మొగలి) en Telugu. Dans les pays arabophones, l'arbre est appelé « al-kādī » (arabe : الكادي). Au Japon l'arbre est dénommé adan (アダン [阿檀]) et pousse sur l'île d'Okinawa, et sur les îles de Tokara, Amami Ōshima et Kikaijima.

## Liste des formes
Selon GBIF (2 août 2025) :
- Pandanus odoratissimus f. laevis Hatus., 1994
- Pandanus odoratissimus f. odoratissimus

## Systématique
Le nom correct complet (avec auteur) de ce taxon est Pandanus odorifer (Forssk.) Kuntze.
L'espèce a été initialement classée dans le genre Keura sous le basionyme Keura odorifera Forssk..
Pandanus odorifer a pour synonymes :
- Athrodactylis spinosa J.R.Forst. & G.Forst.
- Bromelia sylvestris Burm.f.
- Hasskarlia leucacantha Walp.
- Keura odora Thunb.
- Keura odorifera Forssk.
- Marquartia leucacantha Hassk.
- Pandanus adduensis H.St.John
- Pandanus albibracteatus H.St.John
- Pandanus alloios H.St.John
- Pandanus ambiglaucus H.St.John
- Pandanus blancoi Kunth
- Pandanus boryi Gaudich.
- Pandanus carnosus H.St.John
- Pandanus chelyon H.St.John
- Pandanus fascicularis Lam.
- Pandanus fosbergii H.St.John
- Pandanus globosus H.St.John
- Pandanus hartmanii H.St.John
- Pandanus hendersonii H.St.John
- Pandanus hueensis H.St.John
- Pandanus impar H.St.John
- Pandanus inclinatus H.St.John
- Pandanus incrassatus H.St.John
- Pandanus integriapicis H.St.John
- Pandanus intraconicus H.St.John
- Pandanus karikayo H.St.John
- Pandanus leucanthus Hassk.
- Pandanus linnaei f. philippinensis Martelli
- Pandanus linnaei subsp. philippinensis Martelli
- Pandanus linnaei Gaudich.
- Pandanus linnei Schaedtler
- Pandanus loureiroi Gaudich.
- Pandanus maldivecus H.St.John
- Pandanus obtusus H.St.John
- Pandanus odoratissimus f. ferreus (Y.Kimura) Hatus., 1994
- Pandanus odoratissimus f. vietnamensis (H.St.John) B.C.Stone
- Pandanus odoratissimus subsp. borneensis (Martelli) B.C.Stone
- Pandanus odoratissimus subsp. hueensis (H.St.John) B.C.Stone
- Pandanus odoratissimus subsp. loureiroi (Gaudich.) Martelli
- Pandanus odoratissimus subsp. sarawakensis (Martelli) B.C.Stone
- Pandanus odoratissimus subsp. sinensis (Warb.) Kaneh.
- Pandanus odoratissimus subsp. triceps B.C.Stone
- Pandanus odoratissimus subsp. vietnamensis (H.St.John) B.C.Stone
- Pandanus odoratissimus var. borneensis (Martelli) B.C.Stone
- Pandanus odoratissimus var. hueensis (H.St.John) B.C.Stone
- Pandanus odoratissimus var. loureiroi (Gaudich.) Martelli
- Pandanus odoratissimus var. sarawakensis (Martelli) B.C.Stone
- Pandanus odoratissimus var. sinensis (Warb.) Kaneh.
- Pandanus odoratissimus var. triceps B.C.Stone
- Pandanus odoratissimus L.f.
- Pandanus odoratus Salisb.
- Pandanus odorifer (Forssk.) Chiov.
- Pandanus phamhoangii H.St.John
- Pandanus projectens H.St.John
- Pandanus remotus H.St.John
- Pandanus reversispiralis H.St.John
- Pandanus rheedei Gaudich.
- Pandanus rubricoloratus H.St.John
- Pandanus rumphii Gaudich.
- Pandanus samak Hassk.
- Pandanus semiorbicularis H.St.John
- Pandanus sinensis (Warb.) Martelli
- Pandanus smitinandii H.St.John
- Pandanus spiralis Blanco
- Pandanus subcarnosus H.St.John
- Pandanus subcubicus H.St.John
- Pandanus subulatus H.St.John
- Pandanus tectorius subsp. borneensis Martelli
- Pandanus tectorius subsp. loureiroi (Gaudich.) Martelli
- Pandanus tectorius subsp. sarawakensis Martelli
- Pandanus tectorius subsp. sinensis Warb.
- Pandanus tectorius var. borneensis Martelli
- Pandanus tectorius var. ferreus Y.Kimura
- Pandanus tectorius var. liukiuensis Warb.
- Pandanus tectorius var. loureiroi (Gaudich.) Martelli
- Pandanus tectorius var. samak (Hassk.) Warb.
- Pandanus tectorius var. sarawakensis Martelli
- Pandanus tectorius var. sinensis Warb.
- Pandanus tectorius var. utinensis Masam.
- Pandanus tectorius Sol.
- Pandanus tectorius Sol. ex Balf.f., 1774
- Pandanus verus subsp. flaccidus Kurz
- Pandanus verus subsp. littoralis Kurz
- Pandanus verus var. flaccidus Kurz
- Pandanus verus var. littoralis Kurz
- Pandanus verus Rumph.
- Pandanus verus Rumph. ex Kurz
- Pandanus vietnamensis H.St.John